# Kínai keleti vasútvonal
A Kínai keleti vasútvonal (kínai írással 东清铁路, történelmi kontextusokban gyakran Transzmandzsúriai vasútvonal, eredeti hivatalos nevén Kínai-Keleti vasútvonal, oroszul Китайско-Восточная железная дорога, КВЖД [Kitajszko-Vasztocsnaja zseleznaja daroga, KVZSD]) a Transzszibériai vasútvonal déli ágaként épült 1897 és 1903 között. Csita után ágazik ki a Transzszibériai vasútvonalról, és az északi vonalnál rövidebb útvonalon haladva szintén Vlagyivosztokban végződik.
A Kínai keleti vasútvonalat Oroszország építette, és 1935-ig orosz tulajdonban is volt. Az oroszországi polgárháborúból győztesen kikerült bolsevikok többször is ígéretet tettek a Kínai Köztársaságnak, hogy visszaadják a kínai népnek, ám erre nem került sor. Ezért 1929-ben Mandzsúria hadura, Csang Hszüe-liang megszállta a csapataival a területét, konfliktust idézve elő a Szovjetunióval. A két fél végül megegyezett, és a vasút ismét a szovjeteké lett – 1935-ig, amikor is 140 millió jenért eladták Japán bábállamának, Mandzsukuónak. 1945-ben, azt követően, hogy a szovjet csapatok felszabadították Harbint a japán megszállás alól, szovjet–kínai közös tulajdonba került, és a Csangcsun vasútvonal nevet kapta. Miután 1952-ben a Szovjetunió lemondott a maga részéről, kizárólagos kínai tulajdon lett, és 1953-ban ismét megváltozott az elnevezése: azóta Harbin vasútvonal a hivatalos neve.